# Шалкау
Шалкау (њем. Schalkau) град је у њемачкој савезној држави Тирингија. Једно је од 16 општинских средишта округа Зонеберг. Према процјени из 2010. у граду је живјело 3.286 становника. Посједује регионалну шифру (AGS) 16072015.

## Географски и демографски подаци
Шалкау се налази у савезној држави Тирингија у округу Зонеберг. Град се налази на надморској висини од 400 метара. Површина општине износи 33,6 km². У самом граду је, према процјени из 2010. године, живјело 3.286 становника. Просјечна густина становништва износи 98 становника/km².